# Stade Brígido Iriarte
Le stade Brígido Iriarte (en espagnol : Estadio Brígido Iriarte) est un stade polyvalent situé à Caracas, au Venezuela. 
Actuellement, il est principalement utilisé principalement pour les matchs de football.
Il a été entièrement rénové en 2007.

Les tribunes pendant le Tournoi pré-olympique 2024